# تغلث فلاسر الثالث
تغلث فلاسر الثالث (بالأكادية الآشورية الجديدة: 𒆪𒋾𒀀𒂍𒈗𒊏، تُنقل صوتيًا: تُكُلتي-أبل-إشَرّا، أي "ثقتي بابن إشَرّا"، وبالعبرية التوراتية: תִּגְלַת פִּלְאֶסֶר)، كان إمبراطورًا آشوريًا من عام 745 ق.م حتى وفاته في عام 727 ق.م. يُعد من أبرز وأهم ملوك آشور في تاريخها، إذ أنهى فترة من الركود السياسي والعسكري، وأدخل إصلاحات جذرية في نظام الحكم والجيش، كما ضاعف مساحة الأراضي الخاضعة للسيطرة الآشورية. ويرى بعض الباحثين أن هذه التوسعات والإصلاحات تمثل نقطة التحول الحقيقية لآشور من مملكة إلى إمبراطورية، خصوصًا مع إنشاء جيش دائم وتوسيع سلطة الدولة المركزية، وهي أسس اقتدت بها إمبراطوريات لاحقة لقرون طويلة.
الظروف المحيطة بصعود تغلث فلاسر إلى العرش غير واضحة؛ إذ أن المصادر الآشورية القديمة تختلف في نسبه، وهناك إشارات إلى وقوع تمرد عند اعتلائه الحكم، ما دفع عددًا من المؤرخين إلى الاعتقاد بأنه استولى على العرش بالقوة من سلفه آشور نِراري الخامس، الذي يُعتقد أنه كان إما والده أو شقيقه. في المقابل، يرى مؤرخون آخرون أن الأدلة قد تُفسّر أيضًا على أنه ورث العرش بشكل شرعي، وما زال هذا الجدل قائمًا حتى اليوم.
عزّز تغلث فلاسر من سلطة الملك على حساب نفوذ القادة والموظفين الكبار. وبعد تحقيقه انتصارات صغيرة في عامي 744 و743 ق.م، ألحق هزيمة كبيرة بملك أورارتو، سردوري الثاني [الإنجليزية]، قرب مدينة أرباد (سوريا) [الإنجليزية]عام 743 ق.م، وهي معركة مهمة نظرًا لأن أورارتو كانت قد قاربت قوة آشور في تلك الفترة، بل إن سردوري نفسه سبق أن هزم سلف تغلث فلاسر قبل أحد عشر عامًا.
بعد هذه الانتصارات، وجّه تغلث فلاسر أنظاره نحو بلاد الشام، فخاض عدة حملات انتهت بسيطرته على معظم مناطقها، حيث أخضع ممالك بارزة مثل مملكة آرام دمشق، وأنهى وجودها السياسي. وقد وردت أخبار حملاته الشامية في الكتاب المقدس العبري. وفي عام 729 ق.م، وبعد سنوات من الصراع، تمكن من السيطرة على بابل، ليصبح أول ملك يجمع بين حكم آشور وبابل كملك واحد.

## حياته
لا تزال ظروف اعتلاء تُكُلتي-أبل-إشَرّا الثالث عرش آشور موضع جدل بين الباحثين، إذ لم يتّضح ما إذا كان قد ورث الحكم بشكل شرعي أم أنه استولى عليه من خلال انقلاب. وتُشير بعض المعطيات إلى أن ثورة كالخو كانت نقطة الانطلاق لصعوده السياسي، حيث يُلاحظ أن بعل-دان، حاكم كالخو آنذاك، كان أول من تولّى منصبًا رسميًا في إدارة تُكُلتي-أبل-إشَرّا، ما يُرجّح احتمال ضلوعه المباشر في الثورة التي اندلعت عام 745 ق.م. ويعزّز هذا الاحتمال أيضًا قيامه بعزل الحاكم النافذ شمشي إيلو، حاكم آرام نهرين، من منصبه بعد توليه السلطة.
وفي ما يخص نسبه، فقد قدّم تُكُلتي-أبل-إشَرّا نفسه على أنه ابن الملك أدد-نيراري الثالث، الذي حكم آشور قبل ذلك بنحو 38 عامًا، غير أن قوائم ملوك آشور الرسمية تُشير إلى أنه ابن وخليفة الملك آشور-نيراري الخامس، مما يُبقي مسألة شرعية خلافته محلّ خلاف تاريخي.
أنشأ تُكُلتي-أبل-إشَرّا الثالث قصرًا ملكيًا في مدينة كالخو، لكن هذا القصر أُزيل لاحقًا في عهد الملك سين-أخهئ-إريبا (المعروف في التناخ باسم سنحاريب). وقد استُدل على وجود هذا القصر من خلال عدد كبير من النصوص الآشورية التي وثّقت أعمال تُكُلتي-أبل-إشَرّا. كما توفّر المصادر الأثرية معلومات عن زوجته الملكة يابا، التي عُثر على مدفنها إلى جانب مدفن الملكة أتاليا، زوجة الملك شارّوكين الثاني (المعروف في التناخ باسم سرجون الثاني) في مدينة كالخو.

## سياسته
تمكّن تُكُلتي-أبل-إشَرّا الثالث من تحويل الدولة الآشورية من قوة محلية إلى قوة دولية مؤثرة، بعد أن كانت محدودة النفوذ عند اعتلائه العرش. بادر بإصلاحات إدارية وعسكرية شاملة، فقام بإعادة تنظيم المملكة وفرض نظام ضرائب يهدف إلى دعم مؤسسات الدولة وتعزيز قدرات الجيش الذي شهد توسعًا كبيرًا خلال عهده. وقد تمثّل هدفه الأساسي في تأمين السيطرة على الجزء الغربي من الهلال الخصيب، لما له من أهمية إستراتيجية بوصفه المنفذ البحري الأبرز للإمبراطورية، بالإضافة إلى سعيه لحماية المراكز التجارية الحيوية في تلك المنطقة.

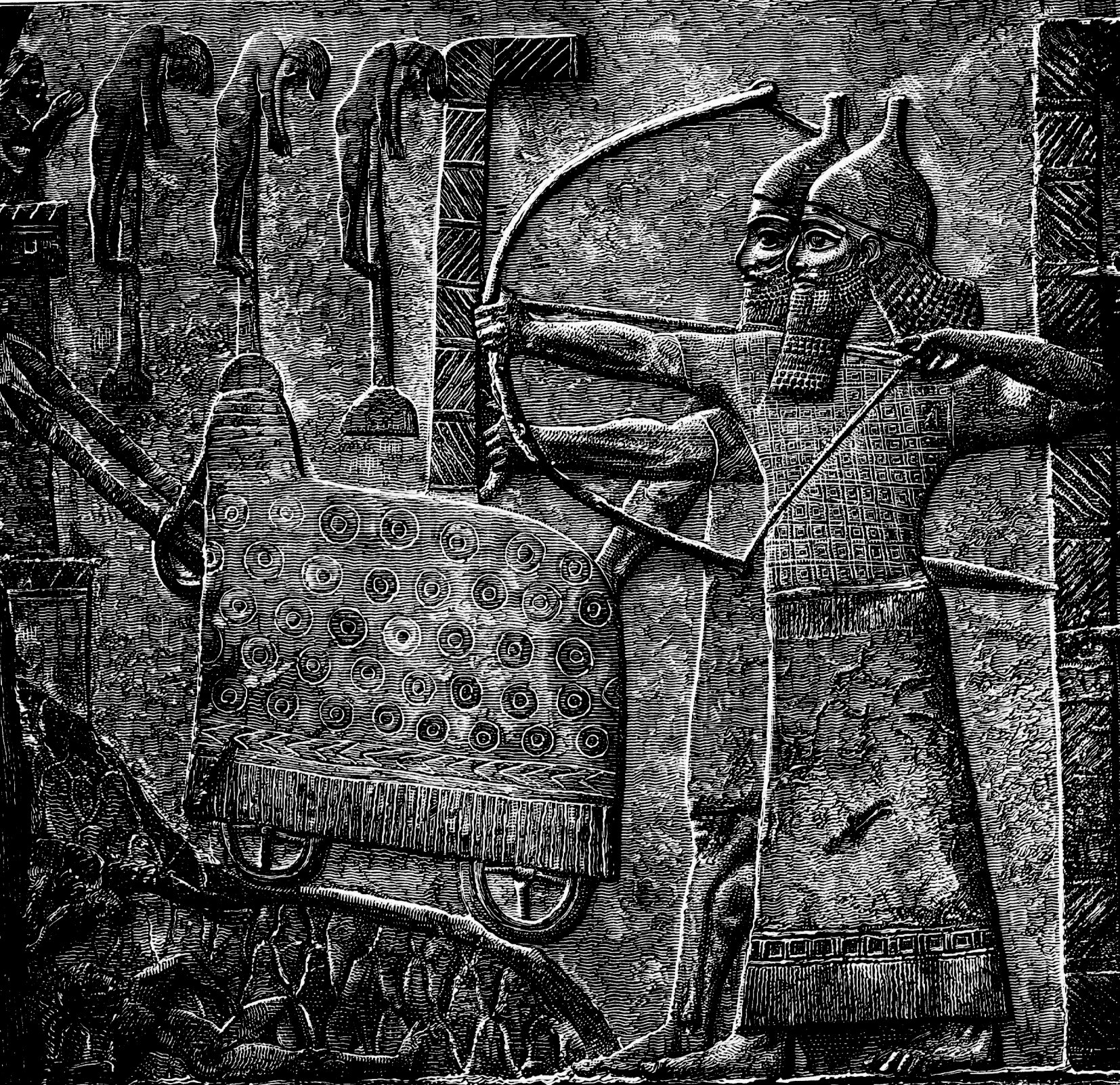
نَقش من نينوى لتغلث فلاسر الثالث وهو يُحاصر مَدينة. الآن في المتحف البريطاني.

وقد نجح في تحقيق هذا الهدف من خلال سلسلة من الحملات العسكرية، أبرزها حملته ضد مملكة دمشق، التي كانت القوة الإقليمية الأقوى في حينها، حيث تمكن من القضاء عليها في عام 733 ق.م. واصل بعد ذلك ترسيخ الحكم الآشوري في المناطق الممتدة من الخليج العربي إلى شبه جزيرة سيناء، مستعيدًا بذلك حدود الإمبراطورية كما كانت في عهد كل من آشور-ناصربال الثاني وشولمانو-أشارئد الثالث قبل نحو قرن، مع حرصه على عدم تكرار إخفاقات الأسلاف في الحفاظ على تلك المكاسب.
ومن أبرز إصلاحاته الإدارية تقسيم الدولة إلى ولايات يديرها ولاة يعيّنهم الملك نفسه، لضمان ولائهم. كما اتبع سياسة الترحيل الجماعي للسكان، والتي شملت نقل مئات الآلاف من السكان من مدنهم وقراهم الأصلية، بمن فيهم الآشوريون أنفسهم، إلى مناطق حدودية أو زراعية نائية، في حين نُقل آخرون إلى العاصمة والمراكز الحضرية الكبرى. وتشير النصوص الآشورية إلى ترحيل ما لا يقل عن 100,000 شخص خلال عهده وحده. وقد ساهمت هذه السياسة في قطع الروابط القبلية للمُهجّرين، مما جعلهم أكثر اعتمادًا على الدولة في حياتهم الجديدة، وأسهم في الوقت نفسه في دمج السكان وإضعاف اللهجات واللغات المحلية لصالح اعتماد لغة موحدة.
إلى جانب ذلك، تميزت سياسة تُكُلتي-أبل-إشَرّا الثالث تجاه التمرد بالشدة والقسوة. فقد تذكر حولياته تنفيذ عقوبات صارمة ودموية ضد الجماعات المتمردة، وكان يُوثّق تلك العقوبات بتفاصيل دقيقة، بقصد ردع الخصوم وترهيب كل من يفكر في تحدي السلطة الملكية.

## بابل وآشور
قام «توكولتي- ابلي- إشارا» الثالث بتتويج نفسه في بابل بعد قلاقل حدثت هناك، وبذلك يتوحد التاج الملكي لبابل وآشور لأول مرة في التاريخ وبعد موته عام 727 ق.م ترك لابنه شولمانو-اشاريد الخامس دولة قوية حسنة التنظيم